# Station Kisaran
Kisaran is een spoorwegstation in de Indonesische provincie Noord-Sumatra.